# Ehrenberg (Hesse)
Ehrenberg é um município da Alemanha, situado no distrito de Fulda, no estado de Hesse. Tem 40,81 km² de área, e sua população em 2019 foi estimada em 2.564 habitantes.